# FK Atletas Kaunas
A Futbolo klubas Atletas egy kaunasi litván futballklub.

## Litván bajnokság
| Szezon | Szint | Līga       | Helyezés | web   |             |
| ------ | ----- | ---------- | -------- | ----- | ----------- |
| 2007   | 2.    | Pirma lyga | 7.       | [ 1 ] |             |
| 2008   | 2.    | Pirma lyga | 7.       | [ 2 ] |             |
| 2009   | 1.    | A lyga     | 7.       | [ 3 ] |             |
| 2010   | 1.    | A lyga     | 10.      | [ 4 ] |             |
| 2011   | 2.    | Pirma lyga | 3.       | [ 5 ] |             |
| 2012   | x.    | x          | x.       | [ 6 ] | összeomlott |